# Darius Merstein-MacLeod
Darius Waldemar Merstein-MacLeod (* 4. April 1966 in Zielona Góra) ist ein deutscher Sänger, Schauspieler, Regisseur und Komponist.

## Biografie
Darius Merstein-MacLeod zog es bereits im Alter von sechs Jahren auf die Bühne. Er baute sein musikalisches Wissen auf durch Klavierunterricht an der Musikhochschule in Grünberg, entdeckte aber bald sein Interesse am Gesang.
Sein erstes Musical Engagement hatte er 1986 als Jesus in „Jesus Christ Superstar“ am Stagedoor Playhouse in Karlsruhe. Seitdem hat man Darius Merstein-MacLeod in zahlreichen Haupt- und Titelrollen erleben können. Er war unter anderem für Produktionen wie „West Side Story“, „The Wizard Of Oz“, „Hair“, „Der kleine Horrorladen“, „Human Pacific“ und „Die Schöne und das Biest“ (Tournee des deutschen Originals) engagiert.
In der Titelrolle des Musicals „Jekyll & Hyde“, die er von 1999 bis 2001 zunächst alternierend, dann als Erstbesetzung in Bremen spielte, gelang Darius Merstein-MacLeod vor breitem Publikum der Durchbruch in der Musicalbranche. In der Doppelrolle des Dr. Jekyll / Mr. Hyde, die er in insgesamt rund 800 Vorstellungen verkörperte, war er auch in Wien und Köln zu sehen.
Es folgten die Rolle des Sir Percival Blakeney in „The Scarlet Pimpernel“  (Deutschsprachige Erstaufführung, Halle/Saale), die des Dr. Pilatus in „POE“ (Welturaufführung in Saarbrücken, München), Judas in „Jesus Christ Superstar“ (Erfurt, Innsbruck, Kassel), Jean Valjean in „Les Misérables“ (Baden bei Wien) und Alberich in „DER RING“ (Welturaufführung, Bonn).
Im Gala- und Revue-Bereich trat Darius Merstein-MacLeod unter anderem als Solist der SDR-Big Band (1990–1995), mit der er auch einige seiner TV-Auftritte hatte, bei „Leading Men“ am Wiener Raimund Theater, bei der „Voestival“-Gala „A Tribute To Andrew Lloyd Webber“ im österreichischen Linz und in „Revuepalast“ am legendären Berliner Friedrichstadtpalast auf.
In seiner Laufbahn hat der Künstler mit vielen Showgrößen unterschiedlicher musikalischer Sparten gearbeitet, darunter Roberto Blanco, Tony Christie, Eugen Cicero, Joy Fleming, Gloria Gaynor, Max Greger senior und junior, Horst Jankowski, Paul Kuhn, Mary (Georg Preusse), Elaine Paige, Ingrid Peters, Dieter Reith, Caterina Valente und Ramón Vargas.
Darius Merstein-MacLeod's Musikstilrichtungen umfassen ein breites Spektrum, wie Jazz, Gospel, Rock, Soul, Funk und Klassik.
Als Regisseur und Komponist des Musicals „Woman In The Mirror“ hat Darius Merstein-MacLeod weitere Facetten seiner Begabung gezeigt. Seine Regiearbeit für das Musical „Jesus Christ Superstar“ wurde von Presse und Publikum begeistert angenommen.
Des Weiteren erstreckten sich seine künstlerischen Tätigkeiten auf Bühnenbild, Lichtdesign, Maske sowie Grafikdesign.
2008 war er in „Les Misérables“ und „The Scarlet Pimpernel“ und 2013 Im weißen Rößl am Stadttheater Baden in Niederösterreich zu sehen. 2016 war er Dr. Henry Jekyll in Jekyll & Hyde im Stadttheater Baden. Auf der Felsenbühne Staatz verkörperte er 2018 den Jean Valjean in „Les Misérables“.

## Diskografie (auszugsweise)
- „Dance Party“-Reihe der SDR-Big Band
- Funk-Formation „Safety Belt“
- Jazz-Band „All That Jazz“
- „Human Pacific“ – Musical von Richard Geppert (1995)
- „The Celebration Gospel Choir: "What's the buzz?"“
- „MacGregor“ – Konzeptalbum des Musicals
- Solo-Album „Just Believe“ (2002)
- „Romeo & Julia On Ice“ (2004)
- „POE“ – Musical von Frank Nimsgern und Heinz Rudolf Kunze (2004)
- „Musical Stars“-Sampler (2005)
- „DER RING“ – Musical von Frank Nimsgern und Daniel Call (2007)
- Solo-Album „A bit of me“ (2017)